# 19-я церемония «Грэмми»
19-я церемония вручения премий «Грэмми» состоялась 19 февраля 1977 года в Hollywood Palladium, Лос-Анджелес.

## Основная категория
- Запись года
  - Tommy LiPuma (продюсер) & Джордж Бенсон за песню «This Masquerade»
- Альбом года
  - Стиви Уандер за альбом «Songs in the Key of Life»
- Песня года
  - Bruce Johnston (автор) за песню «I Write the Songs» в исполнении Барбра Стрейзанд
  - Joe Brooks (автор) за песню «You Light Up My Life» в исполнении Барри Манилоу
- Лучший новый исполнитель
  - Starland Vocal Band[англ.]

## Классическая музыка

### Лучшее исполнение сочинения для оркестра
- Георг Шолти (дирижёр) & Чикагский симфонический оркестр, Raymond Minshull (продюсер) — за запись симфонической поэмы Рихарда Штрауса Так говорил Заратустра

### Лучшая запись оперы
- Лорин Маазель (дирижёр), Michael Woolcock (продюсер) — за запись оперы Дж. Гершвина «Порги и Бесс»

### Лучшее инструментальное исполнение (с оркестром)
- Даниэль Баренбойм (дирижёр), Артур Рубинштейн (пианист) и Лондонский филармонический оркестр, Max Wilcox (продюсер) — за запись всех фортепианных концертов Л. ван Бетховена (Beethoven: The Five Piano Concertos)

### Альбом года
- Max Wilcox (продюсер), Даниэль Баренбойм (дирижёр), Артур Рубинштейн & Лондонский филармонический оркестр за альбом Beethoven: The Five Piano Concertos

## Поп

### Лучшее женское вокальное поп-исполнение
- Линда Ронстадт — Hasten Down the Wind

### Лучшее мужское вокальное поп-исполнение
- Стиви Уандер — «Songs in the Key of Life»

## R&B

### Лучшее женское вокальное R&B-исполнение
- Натали Коул — «Sophisticated Lady (She’s a Different Lady)»

### Лучшее мужское вокальное R&B-исполнение
- Стиви Уандер — «I Wish»

## Джаз

### Лучшее инструментальное джаз-соло
- Каунт Бэйси — «Basie and Zoot»

### Best Jazz Instrumental Performance, Big Band
- Дюк Эллингтон — «The Ellington Suites»

### За лучший джазовый вокал
- Элла Фитцджеральд — «Fitzgerald and Pass… Again»